# 2015年北約緊急會議
2015年北約緊急會議，是指於2015年7月28日，由北大西洋公约组织（下文簡稱「北約」）成員國之一的土耳其，依照公約第四條的規定，要求該組織召開的一場緊急會議，這也是北約成立66年以來的第五次緊急會議。本次會議在比利時布鲁塞尔-首都大区舉行，與會者有全部成員國的大使級官員代表。
本耳其請求召開本次緊急會議的主要原因，是盤據在土耳其與敘利亞邊界的伊斯蘭國（ISIL）在7月20日的自殺式炸彈攻擊，與其後在邊境襲擊了一處軍事據點導致一名軍官死亡；以及库尔德工人党（PKK）的激進份子，在ISIL的自殺炸彈攻擊後，因懷疑安卡拉當局與伊斯蘭國合作，故違反停火協議而殺害了土耳其警察。這些事件導致了土耳其政府發動了軍事空襲和全國大搜捕等行動，並尋求北約盟國的支持。
在最終公報中，北約表示與土耳其團結一致，並慰問土耳其政府以及在蘇魯奇和針對警察與軍人的襲擊中受害人的家屬。據媒體引述北約官員表示，在閉門會議中盟國要求土耳其避免使用過度武力，及繼續與國內庫爾德少數民族的代表進行和談。